# Торії Котондо
Торії Котондо (яп. 鳥居 言人, відомий ще як Торії Кійотада п'ятий (яп. 五代目 鳥居 清忠), 21 листопада 1900 — 13 липня 1976) — японський художник та ксилограф школи Торії. Він продовжував традиції своєї школи, створюючи портрети акторів кабукі (якуша-е) та виконуючи замовлення для театру кабукі. Його найвідомішими роботами є двадцять один «портрет красивих жінок» (біджін-ґа).

## Біографія
Справжнє ім'я — Сайтō Акіра (斎藤 信). Народився у районі Ніхонбаші міста Токіо. З 15 років навчався у Торії Кійотада четвертого (тодішнього голови школи Торії), у якого перейняв основи виготовлення якуша-е (портретів акторів кабукі). Також вивчав живопис у Кобоі Томоне (з 1914) та у Кійоката Кабураґі (з 1918). Білшість його дереворитів з'явилося у період з 1927 по 1933 роки.
Найбільший вплив на манеру портретів біджін-ґа справила творчість Кійокати Кабураґі та митців руху шін-ханґа, Хашіґучі Ґойо та Шінсуй Іто. У 1925-му році Торії виставляв свої роботи на виставці Інтен, а у 1936-му сімнадцять його принтів взяли участь у виставці, присвяченій шін-ханґа, яку організував Музей мистецтв Толідо.
Робота Торії під назвою «Ранкова зачіска» (朝寝髪, 1930) вважалася занадто провокативною на думку органів влади. Оригінальний наклад складав сто копій, сімдесят з яких встигли продати, а решту тридцять було знищено.
Після смерті Кійотади четвертого у 1941-му році він стає головою школи Торії (восьмим за рахунком) і отримує нове ім'я — Кійотада п'ятий. Котондо викладав в Університеті Ніхон з 1966 по 1972.
Роботи Котондо не були дуже популярними серед колекціонерів за його життя. Але вже після смерті відбулася переоцінка його творчості й вартість робіт помітно зросла.